# Clark’s Point
Clark’s Point – miasto w Stanach Zjednoczonych, w stanie Alaska, w okręgu Dillingham.